# Cinderella Hill
Der Cinderella Hill (englisch für Aschenputtelhügel; polnisch Wzgórze Kopciuszka) ist ein 400 m hoher Hügel an der Ostküste von King George Island im Archipel der Südlichen Shetlandinseln. Er ragt zwischen der Destruction Bay und der Emerald Cove auf.
Polnische Wissenschaftler benannten ihn nach Aschenputtel, einer Figur aus Grimms Märchen.